# Bactrocera rhabdota
Bactrocera rhabdota är en tvåvingeart som beskrevs av Drew 1989. Bactrocera rhabdota ingår i släktet Bactrocera och familjen borrflugor. Inga underarter finns listade.